# ورول
وِرَوَل (به انگلیسی: Veraval) یک شهرک در هند است که در گجرات واقع شده است.

## خصوصیات
ورول ۱۵۳٬۶۹۶ نفر جمعیت دارد و ۰ متر بالاتر از سطح دریا واقع شده است.